# Царицино (станція метро)
55°37′18″ пн. ш. 37°40′09″ сх. д. / 55.62167° пн. ш. 37.66917° сх. д.
«Цари́цино» (рос. Царицыно) — станція Замоскворіцької лінії Московського метрополітену. Розташована між станціями «Кантемировська» і «Орєхово». Знаходиться на території району «Царицино» Південного адміністративного округу міста Москви.

## Історія
Станція відкрита 30 грудня 1984 у складі дільниці «Каширська» — «Орєхово».
Через відновлювальні роботи, пов'язані з осіданням колії, що виникло через вимивання ґрунту і помилки при вторинному нагнітанні бетону (подушки навколо тунелю) при будівництві, на перегоні «Царицино» — «Орєхово», ділянка була закрита з 31 грудня 1984 по 9 лютого 1985.
До перейменування 5 листопада 1990 мала назву «Леніно» (за назвою житлового району Леніно-Дачне). Сучасну назву станція отримала по розташованому поруч Царицинському парку і музею-заповіднику «Царицино».

## Вестибюлі й пересадки
Наземні вестибюлі відсутні, вихід в місто здійснюють по підземних переходах до вулиць Луганська, Товариська і Каспійська, а також до платформи «Царицино» Курського напрямку Московської залізниці.
- Залізнична станція:  «Царицино»
- Автобуси: 151, 151к, 182, 203, 221, 245, 269, 269к, 289, 389, 679, 701, 756, 761, н13, ДП23

## Технічна характеристика
Конструкція станції — колонна трипрогінна мілкого закладення (глибина закладення — 8 метрів) з однією острівною платформою. Споруджена за типовим проектом зі збірних уніфікованих залізобетонних конструкцій. На станції два ряди по 26 колон з кроком 6,5 метрів.

## Оздоблення
Колійні стіни оздоблені жовтим і червоним мармуром з мозаїчними вставками, які присвячені успіхам радянської науки й техніки. Колони оздоблені білим мармуром. Підлога викладена сірим гранітом. Над сходовими маршами знаходяться панно з флорентійської мозаїки (художник — А. Н. Кузнецов), присвячені Москві — силуети заводських цехів і труб, веж Кремля, Шуховської вежі.

## Колійний розвиток
Станція без колійного розвитку.